# Talas (distrikt)
Talasskij Rajon (ryska: Таласский Район) är ett distrikt i Kirgizistan.   Det ligger i oblastet Talas, i den västra delen av landet, 170 km väster om huvudstaden Bisjkek.